# Trilobita
Trilobiții sunt cele mai cunoscute artropode marine fosile, care au fost grupați în clasa Trilobita. Conform datelor paleontolgice trilobiții au avut cea mai mare răspândire în perioadele Cambrian - Devonian, adică cu circa 526 - 250 milioane de ani în urmă. Ei au înflorit pe parcursul întregii erei paleozoice. La sfârșitul Devonianului majoritatea speciilor au dispărut, cu excepția ordinului Proetida. În cele din urmă, și aceștia au dispărut la aproximativ la sfârșitul Permianului. Trilobiții sunt cele mai bogate în diversitate și răspândite fosile de animale. Datorită exoscheletul ușor fosilizabil până în prezent au fost descrise peste 17 mii de specii, un număr record printre organismele dispărute. Fosilele trilobiților au oferit informații importante biostratigrafiei, paleontologiei, geologiei istorice și tectonicii. Trilobiții sunt adesea plasați în subîncrengătura Arachnomorpha (echivalentul cu Arachnata), deși sistematica lor are mai multe variante, în funcție de autori.
Trilobiții au practicat diverse moduri de viață. Unele specii erau bentonice, se deplasau pe fundul bazinelor acvatice, alte erau înotători activi și se hrăneau cu plancton. Stilul de viață a trilobiților se asemăna cu cel al artropodelor marine contemporane. Speciile din familia Olenida aveau relații de simbioză cu unele bacterii sulfurice, de la care provenea hrana lor.

## Morfologie externă

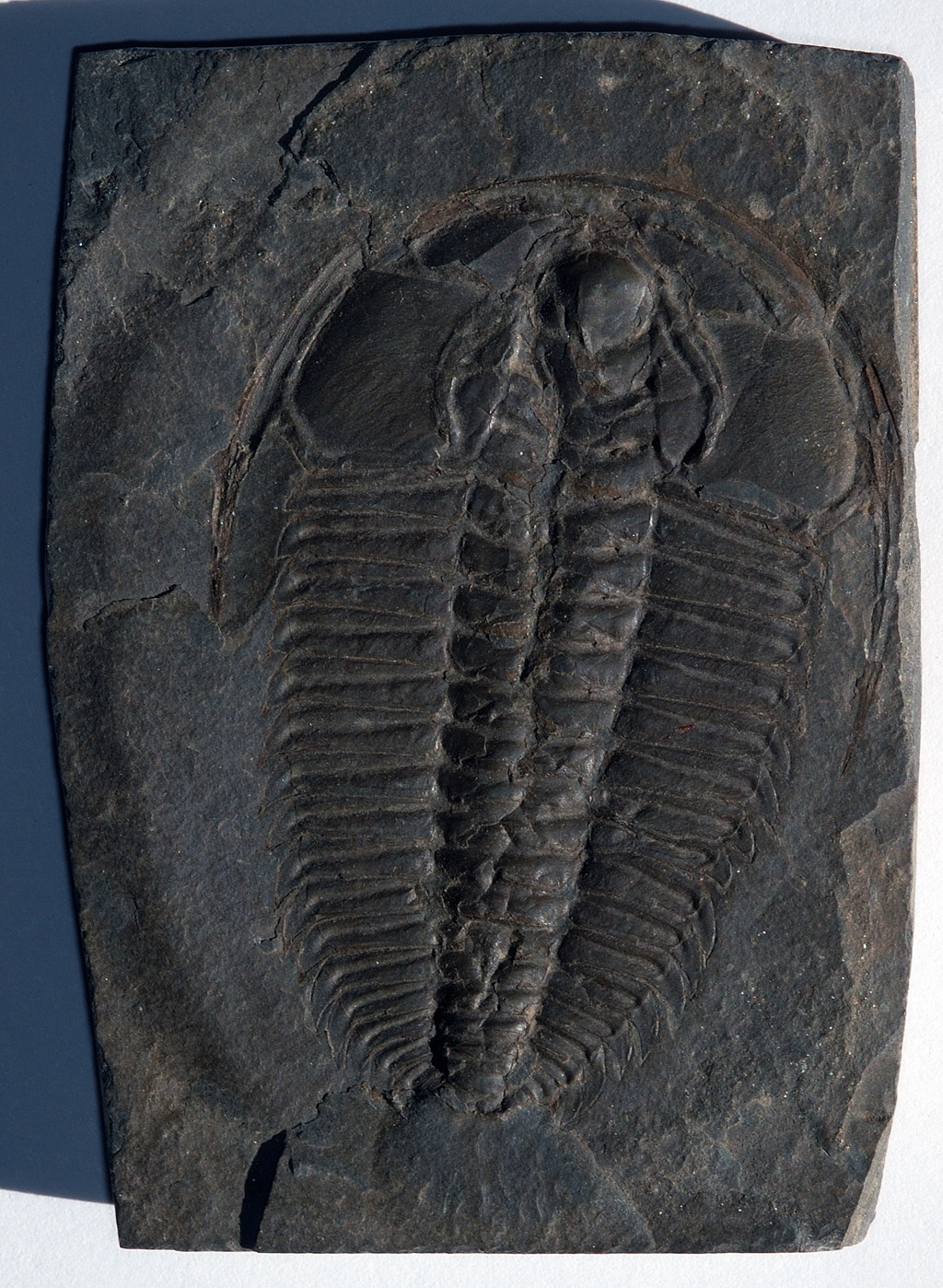
Redlichia sp.

Când au fost descoperiți, de la trilobiți nu a mai rămas decât cuticula, cu funcție de exoschelet (deseori și aceasta incompletă). În depozitele sedimentare Lagerstätten, din Germania s-au păstra fosile de trilobiți cu unele părți de țesuturi moi corpului (picioare, branhii, musculatura și tractul digestiv), precum și structura fină a ochilor și exoscheletului. 

Lungimea trilobiților varia de la 1 milimetru până la 72 de centimetri. Majoritatea speciilor avea 10 – 300 centimetri. Cel mai mare trilobit găsit până în prezent a fost Isotelus rex descoperit în 1998 de către savanții canadieni în rocile datate din Ordovician, pe malul golfului Hudson. Corpul este divizat ]n trei regiuni (tagme): cap (cefalon), torace și pigidiu.

### Cuticula
Cuticula este compusă din chitină încrustată cu calcit și minerale de calciu. Ea acoperă partea dorsală a corpului și se bucla până la marginea inferioară, numită dubllură. 

În timpul năpârliri, cuticula se fisura între cap și torace, de aceea unele fosile de trilobiți sunt lipsite de unele dintre aceste regiuni. În cele mai multe grupuri de trilobiți, capul (cefalon) prezenta suturi faciale care ușurau năpârlirea. Corpul trilobiților se crește în perioada dintre desprinderea cuticulei vechi și întărirea celei noi.